# Macrognathus zebrinus
Macrognathus zebrinus is een straalvinnige vissensoort uit de familie van de stekelalen (Mastacembelidae). De wetenschappelijke naam van de soort is voor het eerst geldig gepubliceerd in 1858 door Blyth.